# Bo Hjalmar Brekke
Bo Hjalmar Brekke (9. maj 1957 – 27. september 2007) var oberst i Frelsens Hær og sammen med sin kone, oberst Birgitte Brekke, hans sidste ordre var som leder i Frelsens Hær arbejde i Pakistan.
Efter to år ved Frelsens Hærens officersskole i London blev Bo Brekke udnævnt som officer i 1980. Brekke gjorde tjeneste i Norge, Danmark og Sri Lanka. Ledede arbejdet i Bangladesh og Nordskotland og var derefter næstkommanderende i Frelsens Hærens Øst-Europa-territorium som består af Rusland, Ukraine, Georgien, Moldavien og Rumænien, før han i efteråret 2006 blev beordret til sin sidste tjeneste i Pakistan.
Han blev skudt og dræbt i Lahore i Pakistan 27. september 2007.
Bo Brekke har forfattet bogen Sally Ann – Poverty to hope (2005).